# Европски суд за људска права
Европски суд за људска права - ECHR (енгл. European Court of Human Rights, фр. Cour europeenne des Droits de l' Homme) је судска институција Савета Европе, основана 1959. године, за заштиту права и слобода гарантованих Европском конвенцијом о људским правима (1950).
Суд је постао стална институција заштите људских права у Европи 1. новембра 1998. године, када је ступио на снагу Протокол 11 Европске конвенције о људским правима. Пре увођења овог протокола, судску функцију је, поред Суда, обављала и Европска комисија за људска права (1954). Протокол је укинуо Комисију, али је она наставила са радом до 31. октобра 1999. године ради окончања текућих поступака. У прве три године самосталног постојања Европског суда за људска права, број спорова је увећан за око 130%. Током 1998. године било је евидентирано 5.979 предмета, а 2001. године 13.858.
Питање реформе судског система отворено је 2000. године, па је Протокол 14 предложен као механизам растерећења Суда и унапређења његове ефикасности. Протокол предвиђа пренос надлежности са већа на судије појединце, смањење броја чланова већа, пооштравање услова покретања међународних спорова. За ступање на правну снагу, потребна је ратификација свих држава чланица Савета Европе. Критичари новог Протокола 14 тврде да ће оваква решења неповољно утицати на индивидуалну заштиту људских права.
Седиште Суда налази се у Стразбуру у Француској. Зграду Суда је пројектовао Ричард Роџерс. Површина здања износи 280.000 m². Изградња је започета 1991, а довршена 1994. године.

## Судије
Судије бира Парламентарна скупштина Савета Европе на период од 9 година и након тога не могу поново бити изабрани (Протокол 14. члан 23.), а број судија (46) одговара броју чланица Савета Европе. 
- Mr Luzius Wildhaber, председник  (Швајцарска)
- Mr Christos Rozakis, потпредседник (Грчка)
- Mr Jean-Paul Costa, потпредседник (Француска)
- Sir Nicolas Bratza, председник одељења (Уједињено Краљевство)
- Mr Boštjan Zupančič, председник одељења (Словенија)
- Mr Peer Lorenzen, председник одељења (Данска)
- Mr Giovanni Bonello (Малта)
- Mr Lucius Caflisch (Швајцарска)
- Mr Loukis Loucaides (Кипар)
- Mr Ireneu Cabral Barreto (Португал)
- Mr Riza Türmen (Турска)
- Mrs Françoise Tulkens (Белгија)
- Mr Corneliu Bîrsan (Румунија)
- Mr Karel Jungwiert (Чешка)
- Mr Volodymyr Butkevych (Украјина)
- Mr Josep Casadevall (Андора)
- Mrs Nina Vajić (Хрватска)
- Mr John Hedigan (Ирска)
- Mr Matti Pellonpää (Финска)
- Mrs Margarita Tsatsa-Nikolovska (Македонија)
- Mr András Baka (Мађарска)
- Mr Rait Maruste (Естонија)
- Mr Kristaq Traja (Албанија)
- Mrs Snejana Botoucharova (Бугарска)
- Mr Mindia Ugrekhelidze (Грузија)
- Mr Anatoly Kovler (Русија)
- Mr Vladimiro Zagrebelsky (Италија)
- Mrs Antonella Mularoni (Сан Марино)
- Mrs Elisabeth Steiner (Аустрија)
- Mr Stanislav Pavlovschi (Молдавија)
- Mr Lech Garlicki (Пољска)
- Mr Javier Borrego Borrego (Шпанија)
- Mrs Elisabet Fura-Sandström (Шведска)
- Mrs Alvina Gyulumyan (Јерменија)
- Mr Khanlar Hajiyev (Азербејџан)
- Mrs Ljiljana Mijović (Босна и Херцеговина)
- Mr Dean Spielmann (Луксембург)
- Mrs Renate Jaeger (Немачка)
- Mr Egbert Myjer (Холандија)
- Mr Sverre Erik Jebens (Норвешка)
- Mr Davið Þór Björgvinsson (Исланд)
- Mrs Danutė Jočienė (Литванија)
- Mr Ján Šikuta (Словачка)
- Mr Branko Lubarda (Србија)
- Mrs Ineta Ziemele (Летонија)
- Mr Nebojša Vučinić (Црна Гора)

## Организација и надлежност
Организација, састав и надлежност Суда уређени су Европском конвенцијом о људским правима и Пословником Суда (енгл. Rules of Court), који је на снази од октобра 2005. године.
Суд у пуном саставу бира председника, два потпредседника и председнике одељења на период од три године. Председник представља Суд и управља администрацијом. На пленарној седници, судије, сходно равноправној географској, полној и правној заступљености, формирају најмање четири одељења.
Суд одлучује у одборима од три судије, већу од седам судија или Великом већу од 17 судија. У састав одбора улазе судије истог одељења, а функција одбора траје дванаест месеци. Седмочлано судско веће (веће) чине судије истог одељења и председник одељења. Велико веће се бира на три године и састоји се од 17 судија у које спадају председник и потпредседници суда, председници већа и 3 резервне судије.
Одбори одлучују о прихватљивости представке, веће о суштини спора, а Велико веће о тумачењу Конвенције или Протокола и о одлукама већа неусклађеним са судском праксом. Одлуке се доносе већином гласова. Судија има право на издвојено мишљење ако се у целини или делимично не слаже са већинском одлуком. Уколико су гласови подељени, гласа се поново, а ако се ситуација понови, одлуку доноси председник. За гласање у одборима меродавна је већина присутних судија, а за гласање у већу и Великом већу већина укупног чланства. Уздржавање од гласања није дозвољено у коначном одлучивању о прихватљивости представке или суштини правне ствари.

## Поступак
Иницијални акт за покретање спора пред Судом је представка(енгл. Application). Представке су средства којима се тражи заштита у случају кршења људских права и слобода од стране државе потписнице Европске конвенције о људским правима и чланице Савета Европе.
Индивидуалне представке Суду упућују појединци, групе лица или невладине организације, а међудржавне државе чланице Савета Европе. Представке се достављају на посебном формулару, који садржи податке о Суду, подносиоцу представке, држави која је прекршила обавезу преузету Европском конвенцијом, чињеницама и доказима кршења људских права.
Расправа је писмена, али Суд може одлучити да се води усмени поступак ради извођења одређених доказа. Странка која није у стању да сноси трошкове поступка има право на бесплатну правну помоћ. Бесплатну стручну помоћ обезбеђује Суд лицу које приложи доказе о недостатку финансијских средстава за исплату судске надокнаде.
Суђење се обавља у седишту Суда, у Стразбуру, с тим што се неке радње могу вршити и ван судске зграде, Стразбура и Француске, уколико то налажу потребе поступка.
Пресуда постаје правноснажна ако се странке одрекну захтева за изношење предмета пред Велико веће или ако, по протеку рока од три месеца, не захтевају да се предмет упути Великом већу. Правноснажна одлука се објављује и прослеђује Комитету министара Савета Европе који врши надзор над извршењем правноснажних пресуда.
Странка незадовољна исходом судског спора, може, у року од 12 месеци, од већа захтевати тумачење или испитивање пресуде.
Преиспитивање се може тражити због накнадног откривања чињеница које нису биле познате Суду и странци у време пресуђења, а могле су битно утицати на садржај мериторне одлуке.

## Доктрина преседана
Иако није формално обавезан да прати своје претходне пресуде Суд “у интересу правне сигурности, предвидљивости и једнакости пред законом без ваљаног разлога не одступа од преседана постављених ранијим пресудама”). Ипак, овај став није уклесан у камену те ће Суд одступити од своје раније праксе уколико за то нађе довољно убедљиве разлоге. У том смислу Суд приликом одлучивања свакако узима у обзир „промењене околности у државама уговорницама и реагује на сваки нови консензус о стандардима које треба достићи“. Према томе, настојање да заштита људских права гарантованих Конвенцијом прати друштвене промене у државама уговорницама налаже тумачење Конвенције као живог инструмента и у крајњој линији одступање од технике преседана.

## Агент
Агент је представник државе чланице који заступа ту чланицу пред ECHR. У Републици Србији не користи се назив агент него заступник (Заступник Републике Србије пред Европским судом за људска права).
Улога агента у Републици Србији је не само да пише одговоре на представке грађана, тј. брани чланицу пред судом, него и да прати извршење пресуда ECHR и да о томе обавештава Комитет министара Савета Европе.
Први агент Републике Србије је др Славољуб Царић.